# Achromadoridae
Achromadoridae é uma família de nematóides pertencentes à ordem Chromadorida.
Géneros:
- Achromadora Cobb, 1913
- Paradoxolaimus Kreis, 1924
- Kreisonema Khera, 1969